# Nicette Bruno
Nicete Xavier Miessa, mais conhecida como Nicette Bruno (Niterói, 7 de janeiro de 1933 — Rio de Janeiro, 20 de dezembro de 2020), foi uma atriz brasileira. Nicette realizou sua estreia profissional em 1945, na peça teatral Romeu e Julieta, baseada na obra literária homônima de William Shakespeare.
Filha da atriz Eleonor Bruno, Nicette foi casada com o ator Paulo Goulart, com quem ela teve três filhos, os atores Beth Goulart, Bárbara Bruno e Paulo Goulart Filho. Seus trabalhos na televisão incluem Rosa dos Ventos (1973), Éramos Seis (1977), Selva de Pedra (1986), Bebê a Bordo (1988), Rainha da Sucata (1990), Mulheres de Areia (1993), A Próxima Vítima (1995), Sítio do Picapau Amarelo (2001–04), Alma Gêmea (2005), Sete Pecados (2007), A Vida da Gente (2011), e outras obras televisivas, sendo pioneira da televisão brasileira e uma das referências na história da teledramaturgia do país.

## Biografia
Única filha de Sinésio Campos Xavier, de ascendência alemã e portuguesa, e da atriz Eleonor Bruno, filha de imigrantes sul-italianos, Nicette começou a carreira artística por influência da própria família, em que praticamente todos os parentes se dedicaram à arte. Quando Nicette tinha apenas quatro anos, declamava e cantava no programa infantil de Alberto Manes, na Rádio Guanabara. Aos cinco anos, começou a estudar piano, no Conservatório Nacional, e a se apresentar como pianista, no mesmo programa, e aos seis, ingressou no balé no Theatro Municipal do Rio de Janeiro.
Quando tinha onze anos, entrou para o grupo de teatro da Associação Cristã de Moços. Depois, passou pelo Teatro Universitário, de Jerusa Camões, e pelo Teatro do Estudante, dirigido por Pascoal Carlos Magno e Maria Jacintha. Aos catorze anos, já era profissional de teatro, contratada pela Companhia Dulcina-Odilon, da atriz Dulcina de Morais.
Em 1952, Nicette conheceu o ator Paulo Goulart, durante a peça Senhorita Minha Mãe, de Louis Verneuil, com quem se casa em 26 de fevereiro de 1954, uma sexta-feira véspera de Carnaval, na Igreja de Santa Cecília, em São Paulo. A cerimônia foi seguida de festa no Teatro Íntimo Nicette Bruno (TINB). Eles tiveram três filhos: Beth Goulart, Bárbara Bruno e Paulo Goulart Filho – que seguiram a carreira dos pais. Com 56 anos de casamento, tinham sete netos e dois bisnetos. Junto com o marido, a atriz conheceu o kardecismo há mais de quatro décadas, em virtude da morte de um parente seu. A doutrina, que eles transmitiram aos três filhos, os ajudou a superar a perda. Ficou viúva em 2014, quando Paulo Goulart faleceu em decorrência de câncer.

### Vida profissional
Em 1945, atuou como Julieta na peça Romeu e Julieta, de William Shakespeare. Sua estreia oficial aconteceu em 1947, na peça A Filha de Iório, de Gabriel D’Annunzio. Sua atuação lhe valeu a medalha de ouro de Atriz Revelação pela ABCT (Associação Brasileira de Críticos Teatrais). Durante sua adolescência, participou de diversas peças de destaque, como Anjo Negro, de Nelson Rodrigues e O Fantasma de Canterville, baseado em Oscar Wilde.
Aos dezessete anos, fundou, em São Paulo, o Teatro de Alumínio, na Praça das Bandeiras, edifício sede do Teatro Íntimo Nicette Bruno (TINB), companhia criada em 1953. Paulo e Nicette inauguraram o TINB com a peça Ingênua Até Certo Ponto, de Hugh Herbert, com direção de Armando Couto. Em 1958, atuou na premiada criação de Aparecida, em Pedro Mico, de Antônio Callado. Durante as décadas de 1950 e 1960, integrou praticamente todas as principais companhias de teatro do país.
Em 1959, na TV Continental ganhou um papel da destaque, interpretando a personagem-título no seriado ao vivo Dona Jandira em Busca da Felicidade. Sua primeira telenovela foi Os Fantoches (1967), de Ivani Ribeiro, na TV Excelsior. Nos anos 1960 nas extintas emissoras TV Excelsior e Rede Tupi, atuou em novelas de sucesso na época como A Muralha, O Meu Pé de Laranja Lima, Rosa dos Ventos, Papai Coração, Éramos Seis e Como Salvar Meu Casamento. Depois, ao transferir-se para a Rede Globo encarnou ainda personagens célebres em novelas como Sétimo Sentido, Louco Amor, Selva de Pedra, Bebê a Bordo, Rainha da Sucata, Mulheres de Areia, entre outros sucessos.
Em 1962, Nicette e seu marido, a convite de Cláudio Corrêa e Castro, moraram em Curitiba, trabalhando no Teatro Guaíra, lecionando artes cênicas para o projeto Curso Permanente de Teatro e fazendo parte do Teatro de Comédia do Paraná (TCP), em que produziram diversas montagens, como Um Elefante no Caos, de Millôr Fernandes, A Megera Domada, de Shakespeare e O Santo Milagroso, de Lauro César Muniz.
Sua primeira participação no cinema foi no filme Querida Susana (1947), sob a direção de Alberto Pieralisi. Participou também dos filmes Canto da Saudade (1952), Esquina da Ilusão (1953), A Marcha (1972), Vila Isabel (1998), Zoando na TV (1999), Seja o que Deus Quiser! (2002), A Guerra dos Rocha (2008), A Casa das Horas (2010) e Doidas e Santas (2016), porém sem nunca deixar o teatro.

Nicette caracterizada como Dona Benta, um de seus personagens mais lembrados até hoje

Em 2001, após ter se afastado por um bom tempo da televisão, encarnou Dona Benta durante quatro anos na segunda versão para a TV do Sítio do Pica-Pau Amarelo, ganhando grande notoriedade com este papel. Em 2005, volta às telenovelas interpretando a divertida e rabugenta sogra Ofélia em Alma Gêmea. Em 2006, faz uma breve, porém significativa participação especial no primeiro capítulo de O Profeta como Tia Cleide. Em 2007, é a vez da humilde e bondosa Dona Juju em Sete Pecados.
Em 2010, dá vida à personagem Júlia Spina em Ti Ti Ti. No ano seguinte, interpreta Iná, em A Vida da Gente. Em 2012, interpreta a matriarca Dona Leonor em Salve Jorge. Em 2013, Nicette trabalhou na novela Joia Rara, interpretando a personagem Santinha. No mesmo ano, Nicette e a sua filha Beth Goulart foram as apresentadoras da cerimônia de premiação da 25ª edição do Prêmio Shell de Teatro do Rio de Janeiro. Em 2014, a atriz estreou a peça Perdas e Ganhos. O monólogo da escritora Lya Luft, com direção da filha da atriz, Beth Goulart, é uma homenagem ao marido, o ator Paulo Goulart. Em 2015, na novela I Love Paraisópolis, de Alcides Nogueira e Mário Teixeira, Nicette foi Izabelita, uma divertida viúva, acionista majoritária da Pilartex que sofria de Mal de Alzheimer.
Em julho de 2016, Nicette relembrou a personagem Dona Benta da série Sítio do Picapau Amarelo no programa Criança Esperança. Em agosto do mesmo ano, a atriz voltou aos palcos com a peça O Que Terá Acontecido a Baby Jane? ao lado de Eva Wilma. A história é sobre a relação tumultuada entre duas irmãs: Blanche e Jane Hudson. Em 2017, interpreta a bondosa e divertida Elza, tia do protagonista Júlio em Pega Pega, fazendo também uma dupla cômica com Cristina Pereira, sua irmã na trama.

### Morte
Em 26 de novembro de 2020 foi internada na Casa de Saúde São José, em Humaitá, na Zona Sul do Rio de Janeiro com COVID-19. Morreu na manhã de 20 de dezembro de 2020 no Rio de Janeiro, aos 87 anos, de complicações da doença. A informação da morte foi confirmada pelo hospital Casa de Saúde São José, por volta de 13h20.
"A Casa de Saúde São José informa que a atriz Nicette Bruno, que estava internada no hospital desde 26 de novembro de 2020, faleceu hoje, às 11h40, devido a complicações decorrentes da COVID-19. O hospital se solidariza com a família neste momento", diz a nota de divulgação do hospital e propalada pelo portal G1.
O corpo de Nicette foi velado e cremado em uma cerimônia reservada a familiares e amigos no dia 21 de dezembro, e as cinzas levadas para o cemitério da Consolação, em São Paulo, onde está enterrado seu marido, o ator Paulo Goulart.

## Teatro
| Ano  | Título                                               | Papel          | Prêmios e Indicações                                                                   |
| ---- | ---------------------------------------------------- | -------------- | -------------------------------------------------------------------------------------- |
| 1945 | Romeu e Julieta                                      | Julieta        |                                                                                        |
| 1945 | O Fantasma de Canterville                            |                |                                                                                        |
| 1947 | A Filha de Iório                                     | Ordella        | Prêmio ABCT de Atriz Revelação                                                         |
| 1947 | Dias Felizes                                         |                |                                                                                        |
| 1947 | Já é Manhã no Mar                                    |                |                                                                                        |
| 1947 | 3200 Metros de Altitude                              |                |                                                                                        |
| 1948 | Anjo Negro                                           |                |                                                                                        |
| 1948 | O Balão Que Caiu no Mar                              |                |                                                                                        |
| 1949 | O Sorriso de Gioconda                                |                |                                                                                        |
| 1949 | Os Homens                                            |                |                                                                                        |
| 1952 | Senhorita Minha Mãe                                  |                |                                                                                        |
| 1952 | Amor Versus Casamento                                |                |                                                                                        |
| 1953 | Ingênua Até Certo Ponto                              |                |                                                                                        |
| 1953 | Week-end                                             |                |                                                                                        |
| 1953 | É Proibido Suicidar-se na Primavera                  |                |                                                                                        |
| 1954 | Ingenuidade                                          |                |                                                                                        |
| 1955 | Bife, Bebida e Sexo                                  |                |                                                                                        |
| 1957 | Os Amantes                                           |                |                                                                                        |
| 1957 | Paixão da Terra                                      |                |                                                                                        |
| 1957 | A Vida Não É Nossa                                   |                |                                                                                        |
| 1958 | Pedro Mico                                           | Aparecida      | Prêmio ABCT de Melhor Atriz Prêmio Governo do Estado do Rio de Janeiro de Melhor Atriz |
| 1958 | Inimigos Íntimos                                     |                |                                                                                        |
| 1962 | Zefa entre os Homens                                 | Zefa           |                                                                                        |
| 1963 | Um Elefante no Caos                                  |                |                                                                                        |
| 1964 | A Megera Domada                                      |                |                                                                                        |
| 1965 | O Santo Milagroso                                    |                |                                                                                        |
| 1967 | Boa Tarde, Excelência                                |                |                                                                                        |
| 1968 | Os Últimos                                           |                |                                                                                        |
| 1968 | O Olho Azul da Falecida                              |                |                                                                                        |
| 1974 | O Efeito dos Raios Gama Sobre as Margaridas do Campo |                | Prêmio Molière de Melhor Atriz                                                         |
| 1974 | O Prisioneiro da Segunda Avenida                     |                |                                                                                        |
| 1976 | Classe Média, Televisão Quebrada                     |                |                                                                                        |
| 1980 | Dona Rosita, a Solteira                              |                |                                                                                        |
| 1980 | Mãos ao Alto, São Paulo!                             |                |                                                                                        |
| 1982 | Agnes de Deus                                        |                |                                                                                        |
| 1984 | Boa Noite, Mãe                                       | Mãe            |                                                                                        |
| 1986 | Trilogia da Louca                                    |                |                                                                                        |
| 1987 | Aviso Prévio                                         |                |                                                                                        |
| 1988 | À Margem da Vida                                     |                |                                                                                        |
| 1989 | Meu Reino por um Cavalo                              |                |                                                                                        |
| 1990 | Flávia, Cabeça, Tronco e Membros                     |                |                                                                                        |
| 1991 | Céu de Lona                                          |                |                                                                                        |
| 1994 | Enfim sós                                            |                |                                                                                        |
| 1996 | Gertrude Stein, Alice Toklas & Pablo Picasso         |                |                                                                                        |
| 1997 | Roque Santeiro                                       |                |                                                                                        |
| 1998 | Somos Irmãs                                          |                | Prêmio Shell de Melhor Atriz Troféu APCA de Melhor Atriz                               |
| 2000 | Crimes Delicados                                     |                |                                                                                        |
| 2003 | Sábado, Domingo e Segunda                            |                |                                                                                        |
| 2005 | As Alegres Canções da Montanha                       |                |                                                                                        |
| 2006 | O Homem Inesperado                                   | Marta          |                                                                                        |
| 2014 | Perdas e Ganhos                                      |                |                                                                                        |
| 2016 | O Que Terá Acontecido a Baby Jane?                   | Blanche Hudson |                                                                                        |
| 2020 | Quarta Feira Sem Falta Lá em Casa                    | Alcina         |                                                                                        |

## Filmografia

### Televisão
| Ano     | Título                                   | Papel                                          | Notas |
| ------- | ---------------------------------------- | ---------------------------------------------- | --- |
| 1952    | A Corda                                  |                                                | |
| 1952–59 | Grande Teatro Tupi                       | Tessa                                          | Episódio: "Os Enamorados" Episódio: "Um Soldado em Nova York" Episódio: "De Nova York para Detroit" Episódio: "Que o Céu a Condene" Episódio: "De Amor Também se Morre" Episódio: "Festim Diabólico" Episódio: "Fugir, Casar ou Morrer" |
| 1953    | Teatro Nicete Bruno                      | Várias personagens                             | |
| 1958    | Suspeita                                 |                                                | |
| 1959–63 | Dona Jandira em Busca da Felicidade      | Dona Jandira                                   | |
| 1967    | Os Fantoches                             | Estela                                         | |
| 1968    | A Muralha                                | Margarida Olinto                               | |
| 1968    | Legião dos Esquecidos                    |                                                | |
| 1969    | Sangue do Meu Sangue                     | Clara                                          | |
| 1970    | A Gordinha                               | Mônica                                         | |
| 1970    | O Meu Pé de Laranja Lima                 | Cecília                                        | |
| 1971    | A Fábrica                                | Clara                                          | |
| 1972    | Signo da Esperança                       | Luiza                                          | |
| 1972    | Camomila e Bem-me-quer                   | Margot                                         | |
| 1973    | Rosa dos Ventos                          | Madre Maria das Neves                          | |
| 1973    | As Divinas... e Maravilhosas             | Helena                                         | |
| 1976    | Papai Coração                            | Sílvia                                         | |
| 1977    | Éramos Seis                              | Eleonora Abílio de Lemos (Dona Lola)           | |
| 1978    | Salário Mínimo                           | Zilda                                          | |
| 1979    | Como Salvar Meu Casamento                | Isadora (Dorinha)                              | |
| 1981    | Obrigado, Doutor                         | Irmã Júlia                                     | |
| 1982    | Sétimo Sentido                           | Sara Mendes                                    | |
| 1983    | Louco Amor                               | Isolda Becker                                  | |
| 1984    | Meu Destino É pecar                      | Clara Castro                                   | |
| 1985    | Tenda dos Milagres                       | Joana                                          | |
| 1986    | Selva de Pedra                           | Fanny Marlene                                  | |
| 1988    | Bebê a Bordo                             | Branca Ladeira                                 | |
| 1990    | Rainha da Sucata                         | Neiva Pereira                                  | |
| 1992    | Perigosas Peruas                         | Vivian Bergman                                 | |
| 1993    | Mulheres de Areia                        | Julieta Sampaio (Juju)                         | |
| 1994    | Incidente em Antares                     | Lanja Vacariano                                | |
| 1995    | A Próxima Vítima                         | Antonina Giovanni (Nina)                       | |
| 1995    | Engraçadinha: Seus Amores e Seus Pecados | Maria José (Zezé)                              | |
| 1997    | O Amor Está no Ar                        | Úrsula Souza Carvalho Uchoa                    | |
| 1998    | Sai de Baixo                             | Ivone                                          | Episódio: "Sexta, Sábado e Suingue" |
| 1998    | Labirinto                                | Edite                                          | |
| 1999    | O Belo e as Feras                        | Eleonora                                       | Episódio: "Desgraça Pouca é Bobagem" |
| 1999    | Andando nas Nuvens                       | Judite Mota                                    | |
| 2000    | Você Decide                              | Zélia                                          | Episódio: "A Volta" |
| 2000    | Aquarela do Brasil                       | Glória                                         | |
| 2000    | Brava Gente                              | Benona                                         | Episódio: "O Santo e a Porca" |
| 2001–04 | Sítio do Picapau Amarelo                 | Benta Encerrabodes de Oliveira (Dona Benta)    | |
| 2005    | Alma Gêmea                               | Ofélia Santini                                 | |
| 2006    | O Profeta                                | Cleide de Oliveira (Tia Cleide)                | Episódio: "16 de outubro" |
| 2006    | A Diarista                               | Jane                                           | Episódio: "Quem Rouba Tem!" |
| 2007    | Sete Pecados                             | Julieta Verona (Juju)                          | |
| 2008    | Dicas de um Sedutor                      | Rosa                                           | Episódio: "Amor Não Tem Idade" |
| 2008    | Nada Fofa                                | Dona Nice                                      | Especial de fim de ano |
| 2010    | Ti Ti Ti                                 | Júlia Spina                                    | |
| 2011    | A Vida da Gente                          | Iná Ribeiro                                    | |
| 2012    | As Brasileiras                           | Isaura                                         | Episódio: "A Mamãe da Barra" |
| 2012    | Salve Jorge                              | Leonor Flores Galvão                           | |
| 2013    | Joia Rara                                | Santa Maria Vidal (Santinha)                   | |
| 2015    | I Love Paraisópolis                      | Izabel Maria Marins de Albuquerque (Izabelita) | |
| 2017    | Pega Pega                                | Elza Mendes da Silva                           | |
| 2018    | Malhação: Vidas Brasileiras              | Estela Santos                                  | Episódios: "6–22 de junho" |
| 2019    | Órfãos da Terra                          | Ester Blum                                     | |
| 2020    | Éramos Seis                              | Madre Joana                                    | Episódios: "23–25 de março" |

### Cinema
| Ano  | Título                  | Personagem           | Notas              |
| ---- | ----------------------- | -------------------- | ------------------ |
| 1947 | Querida Susana          | Menina no colégio    |                    |
| 1952 | O Canto da Saudade      | Atriz na peça        |                    |
| 1953 | Esquina da Ilusão       | Iracema              |                    |
| 1972 | A Marcha                | Lucila               |                    |
| 1998 | Vila Isabel             | Senhora              | Curta-metragem     |
| 1999 | Zoando na TV            | Dona Xênia           |                    |
| 2002 | Seja o que Deus Quiser! | Velha maluca         |                    |
| 2008 | A Guerra dos Rocha      | Dinorá França (Nonô) |                    |
| 2010 | A Casa das Horas        | Dona Celeste         |                    |
| 2016 | Doidas e Santas         | Elda                 |                    |
| 2018 | O Avental Rosa          | Dona Tereza          |                    |
| 2021 | Zimba                   | Ela mesma            | Lançamento póstumo |

## Obras
Em 2010, Nicette lançou o livro Grandes pratos e pequenas histórias de amor em parceria com o seu marido Paulo Goulart. Este livro de culinária traz receitas que o casal criou ou simplesmente testou em seus almoços de domingo, ao lado da família e dos amigos.

## Prêmios e indicações
| Ano  | Associações                                        | Categoria                                   | Nomeações                                            | Resultado | Ref.   |
| ---- | -------------------------------------------------- | ------------------------------------------- | ---------------------------------------------------- | --------- | ------ |
| 1947 | Associação Brasileira de Críticos de Arte          | Melhor Atriz Revelação                      | A Filha de Iório                                     | Venceu    |        |
| 1958 | Prêmio Governador do Estado                        | Melhor Atriz                                | Pedro Mico                                           | Venceu    |        |
| 1958 | Associação Brasileira de Críticos de Arte          | Melhor Atriz                                | Pedro Mico                                           | Venceu    |        |
| 1974 | Prêmio Molière                                     | Melhor Atriz                                | O Efeito dos Raios Gama Sobre as Margaridas do Campo | Venceu    | [ 40 ] |
| 1974 | Prêmio APCA de Teatro                              | Melhor Atriz — Teatro                       | O Efeito dos Raios Gama Sobre as Margaridas do Campo | Venceu    |        |
| 1978 | Prêmio APCA de Televisão                           | Melhor Atriz — Televisão                    | Éramos Seis                                          | Venceu    |        |
| 1980 | Prêmio APCA de Televisão                           | Melhor Atriz — Televisão                    | Como Salvar Meu Casamento                            | Venceu    |        |
| 1998 | Prêmio APCA de Teatro                              | Melhor Atriz — Teatro                       | Somos Irmãs                                          | Venceu    | [ 41 ] |
| 1998 | Prêmio Shell                                       | Melhor Atriz                                | Somos Irmãs                                          | Venceu    | [ 41 ] |
| 2006 | Troféu Leão Lobo                                   | Melhor Atriz Coadjuvante                    | Alma Gêmea                                           | Venceu    | [ 42 ] |
| 2006 | Prêmio Shell                                       | Categoria Especial (com Família Goulart)    | União e Trabalhos Teatrais                           | Venceu    | [ 43 ] |
| 2008 | Prêmio APCA de Teatro                              | Especial (com Paulo Goulart)                | Projeto Teatro na Universidade                       | Venceu    | [ 44 ] |
| 2010 | Ordem do Ipiranga — Governo do Estado de São Paulo | Comanda (com Paulo Goulart)                 | —                                                    | Venceu    | [ 45 ] |
| 2011 | Cine Ceará - Festival Ibero-Americano de Cinema    | Troféu Eusélio Oliveira (conjunto da obra)  | —                                                    | Venceu    | [ 46 ] |
| 2012 | Prêmio Contigo! de TV                              | Melhor Atriz Coadjuvante de Novela ou Série | A Vida da Gente                                      | Indicada  |        |
| 2015 | Festival de Cinema da Lapa                         | Troféu Tropeiro (conjunto da obra)          | —                                                    | Venceu    | [ 47 ] |
| 2016 | Brazilian International Press Awards               | Lifetime Achievement Award                  | —                                                    | Venceu    | [ 48 ] |
| 2017 | Prêmio Cesgranrio de Teatro                        | Prêmio Especial (conjunto da obra)          | —                                                    | Venceu    | [ 49 ] |
| 2018 | Troféu Mário Lago                                  | Conjunto da Obra                            | —                                                    | Venceu    | [ 50 ] |